# Zofia Wilhelmina Nassau
Zofia Wilhelmina Marianna Henrietta szw: Sophia Wilhelmina Mariana Henrietta av Nassau (ur. 9 lipca 1836 na zamku Biebrich, zm. 30 grudnia 1913 w Sztokholmie) – królowa Szwecji i Norwegii.

## Rodzina

### Przodkowie
Zofia była córką Jerzego Wilhelma, księcia Nassau w latach 1816–1839 i jego drugiej żony Pauliny Wirtemberskiej. Rodzicami jej ojca byli: książę Nassau Fryderyk Wilhelm oraz jego żona Ludwika Sayn-Hachenburg. Natomiast dziadkiem Zofii ze strony matki był książę Wirtembergii – Paweł, syn króla Wirtembergii Fryderyka I.
Bratem przyrodnim Zofii był pierwszy wielki książę Luksemburga – Adolf.

### Małżeństwo
6 czerwca 1857 na zamku Wiesbaden-Biebrich Zofia poślubiła księcia Oskara II, późniejszego króla Szwecji. Na królową Szwecji została koronowana 12 maja 1873 w katedrze sztokholmskiej. Koronę norweską przyjęła 18 czerwca 1873 w Trondheim.

### Potomstwo
Zofia i Oskar II mieli czterech synów:
- Gustaw (1858–1950), król Szwecji
- Oskar (1859–1953), książę Gotlandii
- Karol (1861–1951), książę Västergötland
- Eugeniusz (1865–1947), książę Närke

Prawnukiem Zofii jest obecny król Norwegii – Harald V, natomiast król Szwecji Karol XVI Gustaw jest jej praprawnukiem w linii prostej.